# Get — Ha'mishpat shel Vivian Amsalem
Get — Ha'mishpat shel Vivian Amsalem (Brasil: O Julgamento de Viviane Amsalem / Portugal: Gett – O Processo de Viviane Amsalem) é um filme de drama israelense de 2014 dirigido e escrito por Ronit Elkabetz e Shlomi Elkabetz. Foi selecionado como representante de Israel à edição do Oscar 2015, organizada pela Academia de Artes e Ciências Cinematográficas.

## Elenco
- Ronit Elkabetz - Viviane Amsalem
- Simon Abkarian - Elisha Amsalem
- Menashe Noy - Carmel Ben-Tovim
- Sasson Gabai - Rabbi Shimon Amsalem
- Rami Danon - Rabbi Danino
- Roberto Pollak - Rabbi Abraham
- Eli Gornstein - Rabbi Salomon